# Кубок володарів кубків 1995—1996
Кубок володарів кубків 1995—1996 — 36-й розіграш Кубка володарів кубків УЄФА, європейського клубного турніру для переможців національних кубків. 
Переможцем турніру став французький «Парі Сен-Жермен», який переміг у фіналі віденський «Рапід». Для французьких клубів ця перемога стала лише другою за всю історію їх участі у єврокубках. Перший трофей для французів здобув марсельський «Олімпік» у розіграші Ліги Чемпіонів 1992-93.

## Учасники
| №п/п | Клуб                       | Турнір                                     |
| ---- | -------------------------- | ------------------------------------------ |
| 1    | «Реал Сарагоса»            | Володар Кубка володарів кубків 1994—1995   |
| 2    | «Депортіво» (Ла-Корунья)   | Володар Кубка Іспанії 1994—1995            |
| 3    | «Брюгге»                   | Володар Кубка Бельгії 1994—1995            |
| 4    | АЕК (Афіни)                | Фіналіст Кубка Греції 1994—1995            |
| 5    | «Парма»                    | Фіналіст Кубка Італії 1994—1995            |
| 6    | «Евертон»                  | Володар Кубка Англії 1994—1995             |
| 7    | «Феєнорд»                  | Володар Кубка Нідерландів 1994—1995        |
| 8    | «Копенгаген»               | Володар Кубка Данії 1994—1995              |
| 9    | «Парі Сен-Жермен»          | Володар Кубка Франції 1994—1995            |
| 10   | «Спортінг»                 | Володар Кубка Португалії 1994—1995         |
| 11   | «Трабзонспор»              | Володар Кубка Туреччини 1994—1995          |
| 12   | «Гальмстад»                | Володар Кубка Швеції 1994—1995             |
| 13   | «Боруссія» (Менхенгладбах) | Володар Кубка Німеччини 1994—1995          |
| 14   | «Динамо» (Москва)          | Володар Кубка Росії 1994—1995              |
| 15   | «Рапід»                    | Володар Кубка Австрії 1994—1995            |
| 16   | «Селтік»                   | Володар Кубка Шотландії 1994—1995          |
| 17   | «Сьйон»                    | Володар Кубка Швейцарії 1994—1995          |
| 18   | ГКС (Катовиці)             | Фіналіст Кубка Польщі 1994—1995            |
| 19   | «Петролул»                 | Володар Кубка Румунії 1994—1995            |
| 20   | «Молде»                    | Володар Кубка Норвегії 1994                |
| 21   | «Маккабі» (Хайфа)          | Володар Кубка Ізраїлю 1994—1995            |
| 22   | «Вац»                      | Фіналіст Кубка Угорщини 1994—1995          |
| 23   | АПОЕЛ                      | Володар Кубка Кіпру 1994—1995              |
| 24   | «Шахтар»                   | Володар Кубка України 1994—1995            |
| 25   | «Динамо» (Батумі)          | Фіналіст Кубка Грузії 1994—1995            |
| 26   | КР                         | Володар Кубка Ісландії 1994                |
| 27   | «ДАГ/Лієпая»               | Володар Кубка Латвії 1995                  |
| 28   | ТПС                        | Володар Кубка Фінляндії 1994               |
| 29   | «Інтер»                    | Володар Кубка Словаччини 1994—1995         |
| 30   | «Мура»                     | Володар Кубка Словенії 1994—1995           |
| 31   | «Локомотив» (Софія)        | Володар Кубка Болгарії 1994—1995           |
| 32   | «Градець-Кралове»          | Володар Кубка Чехії 1994—1995              |
| 33   | «Рексем»                   | Володар Кубка Уельсу 1994—1995             |
| 34   | «Лінфілд»                  | Володар Кубка Північної Ірландії 1994—1995 |
| 35   | «Деррі Сіті»               | Володар Кубка Ірландії 1994—1995           |
| 36   | «Динамо-93»                | Володар Кубка Білорусі 1994—1995           |
| 37   | «Валетта»                  | Володар Кубка Мальти 1994—1995             |
| 38   | «Теута»                    | Володар Кубка Албанії 1994—1995            |
| 39   | «Вадуц»                    | Володар Кубка Ліхтенштейну 1994—1995       |
| 40   | «Жальгіріс»                | Фіналіст Кубка Литви 1994—1995             |
| 41   | «Гревенмахер»              | Володар Кубка Люксембургу 1994—1995        |
| 42   | «Клаксвік»                 | Володар Кубка Фарерських островів 1994     |
| 43   | «Сілекс»                   | Фіналіст Кубка Македонії 1994—1995         |
| 44   | «Арарат»                   | Володар Кубка Вірменії 1995                |
| 45   | «Тилігул»                  | Володар Кубка Молдови 1994—1995            |
| 46   | «Лантана»                  | Фіналіст Кубка Естонії 1994—1995           |
| 47   | «Нефтчі»                   | Володар Кубка Азербайджану 1994—1995       |
| 48   | «Обилич»                   | Фіналіст Кубка Югославії 1994—1995         |

## Кваліфікаційний раунд
| Команда 1           | Заг.           | Команда 2          | 1-й матч | 2-й матч |
| ------------------- | -------------- | ------------------ | -------- | -------- |
| Тилігул (Тирасполь) | 2:3            | Сьйон              | 0:0      | 2:3      |
| Вац                 | 2:4            | Сілекс             | 1:1      | 1:3      |
| ТПС (Турку)         | 1:3            | Теута              | 1:0      | 0:3      |
| Вадуц               | 1:14           | Градець-Кралове    | 0:5      | 1:9      |
| АПОЕЛ               | 3:0            | Нефтчі (Баку)      | 3:0      | 0:0      |
| Рексем              | 0:1            | Петролул           | 0:0      | 0:1      |
| Валетта             | 2:5            | Інтер (Братислава) | 0:0      | 2:5      |
| Шахтар (Донецьк)    | 5:1            | Лінфілд (Белфаст)  | 4:1      | 1:0      |
| Жальгіріс (Вільнюс) | 3:2            | Мура               | 2:0      | 1:2      |
| ГКС (Катовіце)      | 2:2 (4:5 пен.) | Арарат (Єреван)    | 2:0      | 0:2 (дч) |
| Обілич              | 2:3            | Динамо (Батумі)    | 0:1      | 2:2      |
| Деррі Сіті          | 1:2            | Локомотив (Софія)  | 1:0      | 0:2      |
| Маккабі (Хайфа)     | 6:3            | Клаксвік           | 4:0      | 2:3      |
| Динамо-93           | 2:3            | Мольде             | 1:1      | 1:2      |
| Гревенмахер         | 3:4            | КР (Рейк'явік)     | 3:2      | 0:2      |
| ДАГ-Лієпая          | 3:0            | Лантана            | 3:0      | 0:0      |

## Перший раунд
| Команда 1                | Заг.    | Команда 2              | 1-й матч | 2-й матч |
| ------------------------ | ------- | ---------------------- | -------- | -------- |
| Жальгіріс (Вільнюс)      | 2:3     | Трабзонспор            | 2:2      | 0:1      |
| АПОЕЛ                    | 0:8     | Депортіво (Ла-Корунья) | 0:0      | 0:8      |
| Інтер (Братислава)       | 1:5     | Сарагоса               | 0:2      | 1:3      |
| Брюгге                   | 2:1     | Шахтар (Донецьк)       | 1:0      | 1:1      |
| Локомотив (Софія)        | 3:3 (ч) | Гальмстад              | 3:1      | 0:2      |
| Теута                    | 0:4     | Парма                  | 0:2      | 0:2      |
| Мольде                   | 2:6     | Парі Сен-Жермен        | 2:3      | 0:3      |
| Динамо (Батумі)          | 2:7     | Селтік                 | 2:3      | 0:4      |
| Боруссія (Менхенгладбах) | 6:2     | Сілекс                 | 3:0      | 3:2      |
| АЕК (Афіни)              | 4:2     | Сьйон                  | 2:0      | 2:2      |
| КР (Рейк'явік)           | 3:6     | Евертон                | 2:3      | 1:3      |
| ДАГ-Лієпая               | 0:13    | Феєнорд                | 0:7      | 0:6      |
| Динамо (Москва)          | 4:1     | Арарат (Єреван)        | 3:1      | 1:0      |
| Градець-Кралове          | 7:2     | Копенгаген             | 5:0      | 2:2      |
| Спортінг (Лісабон)       | 4:0     | Маккабі (Хайфа)        | 4:0      | 0:0      |
| Рапід (Відень)           | 3:1     | Петролул               | 3:1      | 0:0      |

## Другий раунд
| Команда 1                | Заг.           | Команда 2              | 1-й матч | 2-й матч |
| ------------------------ | -------------- | ---------------------- | -------- | -------- |
| Трабзонспор              | 0:4            | Депортіво (Ла-Корунья) | 0:1      | 0:3      |
| Сарагоса                 | 3:1            | Брюгге                 | 2:1      | 1:0      |
| Гальмстад                | 3:4            | Парма                  | 3:0      | 0:4      |
| Парі Сен-Жермен          | 4:0            | Селтік                 | 1:0      | 3:0      |
| Боруссія (Менхенгладбах) | 5:1            | АЕК (Афіни)            | 4:1      | 1:0      |
| Евертон                  | 0:1            | Феєнорд                | 0:0      | 0:1      |
| Динамо (Москва)          | 1:1 (3:1 пен.) | Градець-Кралове        | 1:0      | 0:1 (дч) |
| Спортінг (Лісабон)       | 2:4            | Рапід (Відень)         | 2:0      | 0:4 (дч) |

## Чвертьфінали
| Команда 1                | Заг. | Команда 2       | 1-й матч | 2-й матч |
| ------------------------ | ---- | --------------- | -------- | -------- |
| Депортіво (Ла-Корунья)   | 2:1  | Сарагоса        | 1:0      | 1:1      |
| Парма                    | 2:3  | Парі Сен-Жермен | 1:0      | 1:3      |
| Боруссія (Менхенгладбах) | 2:3  | Феєнорд         | 2:2      | 0:1      |
| Динамо (Москва)          | 0:4  | Рапід (Відень)  | 0:1      | 0:3      |

## Півфінали
| Команда 1              | Заг. | Команда 2       | 1-й матч | 2-й матч |
| ---------------------- | ---- | --------------- | -------- | -------- |
| Депортіво (Ла-Корунья) | 0:2  | Парі Сен-Жермен | 0:1      | 0:1      |
| Феєнорд                | 1:4  | Рапід (Відень)  | 1:1      | 0:3      |

## Фінал
| 8 травня 1996 |

| Парі Сен-Жермен | 1:0      | Рапід (Відень) |
| --------------- | -------- | -------------- |
| Н'Готті 28'     | Протокол |                |

| Стадіон імені короля Бодуена, Брюссель Глядачів: 37 000 Арбітр: П'єрлуїджі Пайретто |

| Володар Кубка володарів кубків 1995—1996 |
| ---------------------------------------- |
| Франція                                  |
| «Парі Сен-Жермен» 1-й титул              |